# Fem söker en skatt
Fem söker en skatt (Five on a Treasure Island) är en ungdomsbok skriven av Enid Blyton. Boken är den första av Fem-böckerna och utkom på originalspråk 1942 och på svenska 1954.

## Handling
Boken börjar med att syskonen Julian, Dick, och Anne kommer till Kirrin för första gången och möter sin kusin George (eller Georgina som hon egentligen heter) och hennes hund Timothy. Efter någon dag finner barnen varandra och George tar med kusinerna till Kirrin Island med då blåser det upp en svår storm och vågorna lyfter upp ett skeppsvrak på klipporna. Så börjar äventyret för barnen.

## Karaktärer
I den första boken presenteras de viktigaste personerna i Fem-böckerna. Det är i de första kapitlen av Fem söker en skatt som huvudrollsinnehavarna  för resten av boken, och också för de tjugo följande böckerna i serien. George är 11 år, vilket Dick i boken kommenterar med "samma ålder som jag". George är bara ett år yngre än Julian och  också ett år äldre än Anne. 
Julian skildras som en pojke med större mognad mentalt och fysiskt än vad hans  biologiska ålder borde motsvara. Julian är ledargestalten av de fem. Anne presenteras för oss som en fortfarande barnslig tjej som fortfarande leker med dockor. Det ger ett sken av att vara mer än två års skillnad i ålder mellan Julian och Anne, 
George är viljestark och envis tjej, en pojkflicka som klär sig som en pojke och har kort hår. Hon verkar i början mycket olik sina kusiner. Men  då barnen snart finner varandra visar det sig att hon har många liknande egenskaper som sina kusiner. Hon har en stark känsla förr rätt och fel, hon är lojal mot sina vänner och sin familj. George förstår snart de stora fördelarna med att dela saker.  George börjar lita på sina tre kusiner och presenterar dem för sin bästa vän – Timmy.
Timmy är en älskvärd blandrashund, brun i färgen, och lika lojal mot George som hon är mot honom. Han accepterar snabbt hennes tre kusiner också delar av gruppen och när det senare uppstår problem, är det Timmy som försvarar barnen. Det skrivs inte uttryckligen men Timmy är en ettårig unghund. George talar om för sina tre kusiner att hon har hittat honom ute på hedarna för ett år sedan, och att han var valp.
Dick har en liten roll i första halvan av boken och läsarna vet inte mycket om hans egenskaper då. Senare presenteras han som en modig pojke, inte riktigt lika tidigt utvecklad eller med den styrkan som Julian har. Dick hamnar i skuggan av Julian och George och blir inte uppmärksammad som minstingen som Anne blir i början av boken. Dick är ibland lite retsticka och retar Anne för hennes dockor men blir satt på plats av sin mor som påminner honom att han själv var likadan för något år sedan med sina teddys och leksakshundar.
Faster Fanny skildras i sin modersroll. Hon lagar god mat , är kärleksfull och omtänksam och ser det goda hos alla. Farbror Quentins karaktär är  mera  kluven. Han är en typiskt lättstörd vetenskapsman, så försjunken i sina tankar att glömmer bort vardagen. Han ilska kan flamma upp snabbt men han är inte långsint. Georgs föräldrars åldrar avslöjas inte i boken men omständigheter talar för att Fanny och Quentin är omkring 40 år gamla.

## Inspirationskälla?
En av de böcker som kan ha inspirerat Blyton var LT Meades roman Four on an Island: A Story of Adventure  från 1892
L T Mead hette egentligen Elizabeth Thomasina Meade  hennes mest populära böcker handlade om tonårsflickor, ofta i skolor. Inflytandet av hennes romaner på senare författare, som Blyton och Angela Brazil, är väletablerat. Meades berättelse A Very Naughty Girl, och Blyton skrev boken och hon lånade delar av titeln till The Naughtiest Girl in the School. Meades berättelse om barnen på en ö handlar om de engelska kusinerna Ferdinand, Isabel, Rachel och Tony och deras hund Mungo. Efter en storm blir barnen strandsatta utanför Brasiliens kust. Isabel som kallas "Bell" förklarar: "Vad bra att jag alltid var lika mycket pojke som tjej!" Kusinerna upptäcker  ett skeppsvrak på klipporna och undersöker det. Delar av handlingen är så lika Blytons berättelse att det kan vara så att den äldre boken inspirerade den nyare. Meades bok använder ordet fishing-smack som var vanligt på hennes tid, och Blyton skriver fishing-smacks flera gånger i Five on a Treasure Island, ,en den typen av fartyg var sällsynat när Blyton skrev sin roman. Det är troligt att Blyton läste Meades bok som barn.

## Upplagor på svenska
Förstaupplagan på svensk kom 1954 översatt Ingegerd Lindström och den trycktes om många gången men kom 1979 i nyöversättning av Kerstin Lennerthson. 1984 byttes omslaget då boken kom i Citadell serien. 1994 fick boken åter nytt omslag liksom 2004. Samma är kom boken ut som ljudbok med Anna Maria Käll som inläsare.

## Bearbetningar
Fem söker en skatt, en ljudupptagning, hörspel med musik / efter Enid Blyton.
Med medverkande: Strandberg, Örjan (kompositör), Tydén, Jesper (framförande). Ernback, Hans (framförande), Reinhard, Julia (framförande), Reinhard, Felix (framförande), Crona, Malin (framförande), Ström, Sture (framförande), Allsop, Elaine J. (bearbetare), Reinhard, Ulf (översättare).